# Draganovo (Veliko Tarnovo)
Draganovo (Bulgaars: Драганово) is een dorp in Bulgarije. Het is gelegen in de gemeente Gorna Orjachovitsa in de oblast Veliko Tarnovo. Hemelsbreed ligt het dorp 205 km ten noordoosten van de hoofdstad Sofia. Het dorp bestaat uit vier wijken (махали machali): Gorna, Dolna, Sredna en Krajna.

## Bevolking
Tussen 31 december 1934 (5.641 inwoners) en 31 december 2019 (2.156 inwoners) is de bevolking langzaam maar geleidelijk afgenomen. Desalniettemin is Draganovo een van de grotere dorpen in de regio Veliko Tarnovo.
|  |

Van de 2.469 inwoners reageerden er 2.258 op de optionele volkstelling van 2011. Van deze 2.258 respondenten identificeerden 1.522 personen zichzelf als etnische Bulgaren (67,4%), gevolgd door 666 Bulgaarse Turken (29,5%), 51 Roma (2,3%) en 19 ondefinieerbare personen (0,8%).